# Guglielmo Caccia

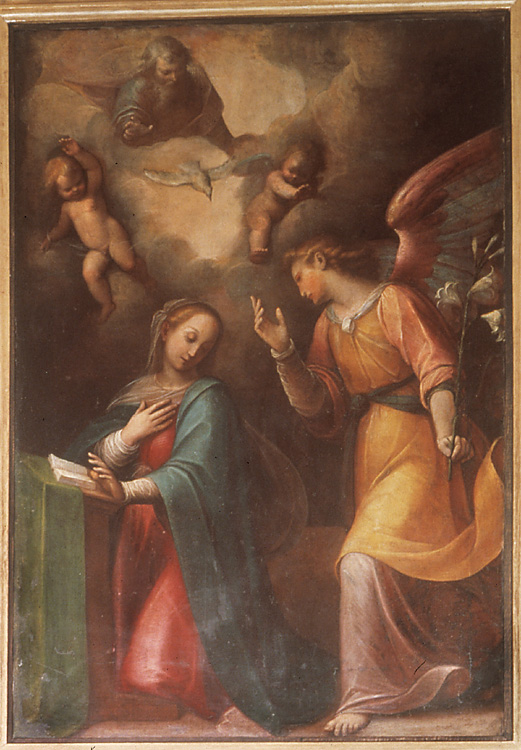
Die Verkündigung an Maria

Guglielmo Caccia, genannt Il Moncalvo, (* 9. Mai 1568 in Montabone; † 1625 in Moncalvo) war ein italienischer Maler der späten Renaissance.
Nach seiner Ausbildung in Milano lebte er vornehmlich in Pavia, wo er auch das Bürgerrecht erhielt. Er war vor allem als Maler von Altarblättern in ganz Norditalien tätig. Zu seinen bekanntesten Werken gehören die Brotvermehrung, die Kreuzabnahme Christi und die Verkündigung an Maria.

## Werke
- Deposizione dalla Croce in der Kirche San Gaudenzio von Novara.
- La Vergine tra i Santi Rocco e Sebastiano (1601), in der Kirche San Michele Maggiore von Pavia.
- Il martirio di Santa Lucia,  in der Kirche San Michele Maggiore von Pavia.
- Annuncio ai pastori (1614) in der Kirche San Michele von Casale Monferrato.
- San Michele in der Abtei Santa Croce von Mortara.
- Le otto sibille, in der Kirche Santa Maria di Canepanova von Pavia.
- Pala di Sant'Anna (1618), in der Kirche Santa Maria del Carmine von Pavia.
- San Paolo con Sant’Andrea in der Kirche Sant’Antonio Abate von Casale Monferrato.
- Natività, San Gerolamo e Pio V (1620), Im Collegio Ghislieri von Pavia.
- Madonna col Bambino tra i Santi Giacomo il Maggiore e Francesco d’Assisi in der Pfarrkirche San Siro von Carabbia.
- Resurrezione in der Kirche San Giorgio von (Chieri).
- Madonna con il Bambino e San Bernardino da Siena.
- Incoronazione con i Santi Rocco, Sebastiano, Giorgio e Guglielmo in der Kirche Santi Bernardino e Rocco von Chieri
- L'annunciazione im Castello di Bruzolo in Val di Susa.
- Sant’Orsola e le undicimila vergini im Oratorium Sant’Orsola von Sessa TI.